# ベシャメルソース

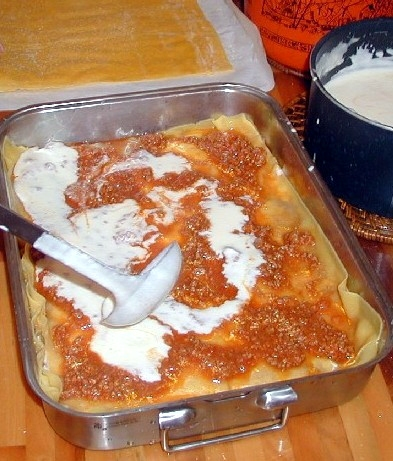
ベシャメルソースを使用するラザニア

ベシャメルソース（仏: sauce béchamel）は、白あるいは黄色いルーを牛乳で溶いて煮詰めた白いソースである。
フランス料理のマザーソースのひとつであり、チーズを加えてモルネーソースを作るなど、他のソースのベースともなる。
日本においてはホワイトソースと同一視されたり、ベシャメルソースの代替品に市販のホワイトソースを推していることもある。

## 作り方
熱した牛乳を攪拌し、小麦粉とバター（バターと小麦粉は1対1）を加熱して混ぜたルーに徐々に加え、濾して仕上げる。また、小麦粉とバターを練り込んだ合わせバターのブール・マニエ (Beurre manié) を、熱した牛乳に加えて泡立てて作ることもできる。ソースの濃さは、牛乳と小麦粉の分量によって調節される。

## 発祥

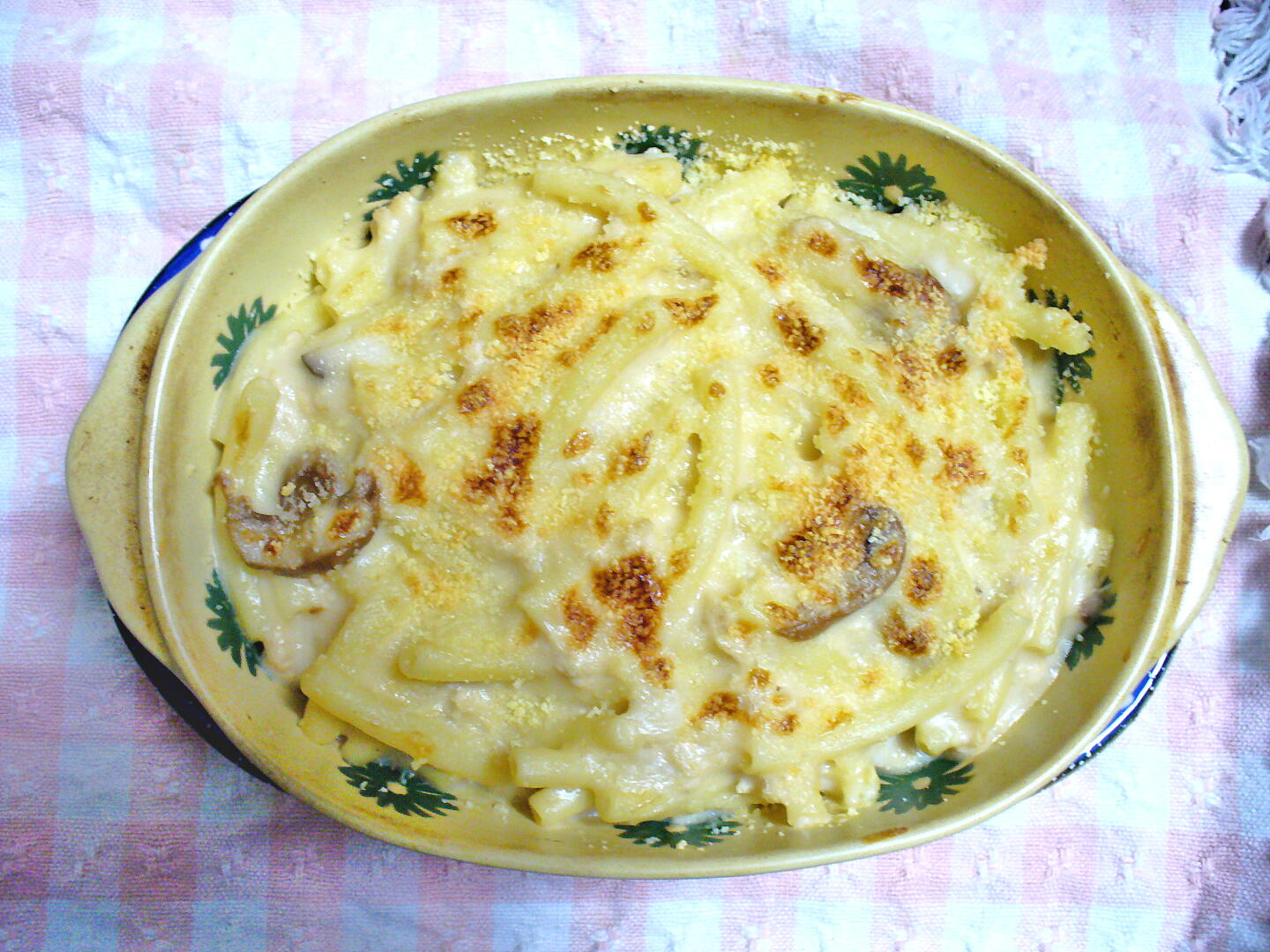
ベシャメルソースを使った料理、マカロニグラタン

ベシャメルソースの発祥にはいくつかの説があり、定かではない。
- イタリアでは、カトリーヌ・ド・メディシスのトスカーナ州出身料理人が発明し、17世紀にイタリアからフランスに伝えたとされている。Sauce Béchamel は、牛乳、子牛のストック（煮出し汁、ブイヨン）と調味料をゆっくりと煮立て、クリームで濃くしたものを濾したものである。
- フィリップ・ド・モルネー（英語版、フランス語版） (Philippe de Mornay) が、モルネーソース、ソースリヨネーズ、ポルトソース同様に発明した。
- 17世紀の財務官で、ルイ14世の名誉主任執事であるルイ・ド・ベシャメイユ（英語版、フランス語版）（Louis de Béchameil）・マルキ・ド・ノワンテル（英語版、フランス語版）（Marquis de Nointel）（1630年 - 1703年）が発明した。
- ルイ14世の宮廷シェフであるフランソワ・ピエール・ラ・ヴァレンヌ（英語版、フランス語版）（François Pierre La Varenne、1615年 - 1678年）が発明し、当時のルイ・ド・ベシャメイユに敬意を表しソースを名付けた[6]。

このソースの名が最初に使われたのは、ラ・ヴァレンヌ著『フランス料理人（Le Cuisinier Français）』（1651年出版）である。フランス料理の基本として『フランス料理人』は75年間で約30版を重ねた。このソースはブルターニュの行政官マルキス・ド・ベシャメイユの機嫌を取るために名付けられたとされる。多くのシェフはルイ・ソルニエ著『フランス料理総覧』によるオーギュスト・エスコフィエのレシピ、「白いルーを牛乳で溶いて、塩、タマネギにクローブを刺し、20分間調理する」を権威と考える。

## 使用
ベシャメルソースをベースに材料を追加して、多くの伝統的なソースが作られる。
- モルネーソース（チーズ）
- オーロラソース（トマトピューレ）
- ナンテュアソース（小エビ、バター、クリーム）
- クリームソース（濃いクリーム）
- マスタードソース（マスタード）
- スービーズソース（タマネギみじん切りのバター炒め）
- チェダーチーズソース（チェダーチーズ、辛口マスタード、ウスターソース）

グラタン、クリームコロッケ、ドリアなどに広く用いられる。日本人にとっては、もっとも馴染みの深いフランス料理のソースと言える。

## 関連事項
- オーロラソース
- クリームソース
  - クリーム (食品)
- モルネーソース
- クロックムッシュ
- クロックマダム
- グラタン